# Catamarca, la tierra de la Virgen del Valle
Catamarca, la tierra de la Virgen del Valle es un cortometraje documental argentino  dirigida por Catrano Catrani que se estrenó en 1941. Su tema es la provincia de Catamarca y, en especial, las manifestaciones del culto a la Virgen del Valle.

## Premio
La Academia de Artes y Ciencias Cinematográficas de la Argentina le otorgó el premio Cóndor Académico a la mejor película corta de 1941.